# Петер Леко
Петер Леко (на унгарски: Lékó Péter) е унгарски шахматист. През 1994 г. 14-годишният шахматист става най-младия гросмайстор за времето си. Според ранглистата на ФИДЕ от януари 2007 г. неговият коефициент ЕЛО е 2749 т. и по този начин Леко се нарежда на 6-о място в света и на 1-во в Унгария.

## Кариера
През 2001 г. става първият световен шампион по Фишер шах, след като побеждава Майкъл Адамс с резултат 4,5:3,5.
През 2002 г. участва в мача „Русия срещу останалия свят“, известен още като „Мач на новия век“. Леко участва във всичките 10 кръга, записвайки 2 победи и 7 ремита. Губи единствено от Анатолий Карпов.
През 2007 г. основава шахматно училище в унгарския град Мишколц. Училището се казва „Lékó Péter Sakkiskola“ и се помещава в сградата на местния футболен стадион.
През януари 2009 г. Леко участва в мач по ускорен шахмат в шест партии срещу Василий Иванчук. Двубоят се провежда в Мукачево и е загубен от унгареца с 2,5:3,5 т.
Леко е женен. Съпругата му се казва Софи и неин баща е арменския гросмайстор Аршак Петросян.

## Мачове по ускорен шахмат
От 2005 г. Петер Леко ежегодно играе мачове по ускорен шахмат в Мишколц. Всяка година се изправя срещу различен противник от световна класа. Резултатите от тези двубои са, както следва:
- 2005 – реми с Майкъл Адамс (4:4)
- 2006 – победа срещу Анатолий Карпов (4,5:3,5)
- 2007 – загуба от Владимир Крамник (3,5:4,5)
- 2008 – загуба от Магнус Карлсен (3:5)
- 2009 – загуба от Вишванатан Ананд (3:5)

## Турнирни резултати
- 1999 – Дортмунд (1 м. на „Спаркасен Чез Мийтинг“)[5]
- 2002 – Дортмунд (1 м. на „Спаркасен Чез Мийтинг“)[5]
- 2003 – Линарес (1 м. с Владимир Крамник)[6]
- 2004 – Вайк ан Зее (2 – 3 м. на турнира „Корус“ с Майкъл Адамс)[7]
- 2005 – Вайк ан Зее (1 м. на турнира „Корус“ пред Вишванатан Ананд и Веселин Топалов)[8]
- 2008 – Дортмунд (1 м. на „Спаркасен Чез Мийтинг“)[9]

## Участия на шахматни олимпиади
Леко участва на пет шахматни олимпиади. Изиграва общо 55 партии, постигайки в тях 17 победи и 35 ремита. Средната му успеваемост е 62,7 процента.
| Година | Организатор | Отбор   | Класиране (отборно) | Дъска         |
| 1994   | Москва      | Унгария | 8                   | Втора резерва |
| 1996   | Ереван      | Унгария | 18                  | Четвърта      |
| 2000   | Истанбул    | Унгария | 4                   | Първа         |
| 2002   | Блед        | Унгария | 2                   | Първа         |
| 2008   | Дрезден     | Унгария | 8                   | Първа         |